# 李萬化
李萬化（？—？），字君一，號奕城，直隶太平府繁昌縣人，明朝政治人物。

## 生平
萬曆二十五年（1597年）丁酉科應天鄉試举人，万历三十二年（1604年），登甲辰科进士，授行人司行人，四十年升南文选司主事，四十三年升郎中，四十七年升四川右参政，天启元年升山东按察使，二年考察。